# پروتیفندیل
پروتیفندیل (به انگلیسی: Prothipendyl) با فرمول شیمیایی C۱۶H۱۹N۳S یک ترکیب شیمیایی با شناسه پاب‌کم ۱۴۶۷۰ است. که جرم مولی آن ۲۸۵٫۴۰۷۱۶ g/mol می‌باشد.